# Chaetodus globosus
Chaetodus globosus är en skalbaggsart som beskrevs av Federico Ocampo 2006. Chaetodus globosus ingår i släktet Chaetodus och familjen Hybosoridae. Inga underarter finns listade i Catalogue of Life.